# بعوضيات
البعوضيات أو كيوليسيدي (الاسم العلمي: Culicidae)، هي فصيلة حشرات من رتبة ذوات الجناحين تمتص إناثها دم الإنسان، تسمى أعضاء هذه الفصيلة بالبعوض وواحدتها بعوضة. وهي أكثر الحشرات الماصَّة للدماء انتشارًا، وتسبب المضايقة بلدغاتها المتكررة، وتنقل العديد من الأمراض منها الملاريا، كما تتغذّى البعوض أيضًا على دماء الحيوانات والطيور.
أنثى البعوضيات هي وحدها التي تتغذّى على الدم لأنه ضروري لنضج البيوض، في حين أن الذكر يتغذّى على عصارة النباتات ورحيق الأزهار. ويتميز فم الأنثى بأنه مزوّد بأجزاء دقيقة تساعد على ثقب الجلد وامتصاص الدم (اللسان الثاقب الماص).

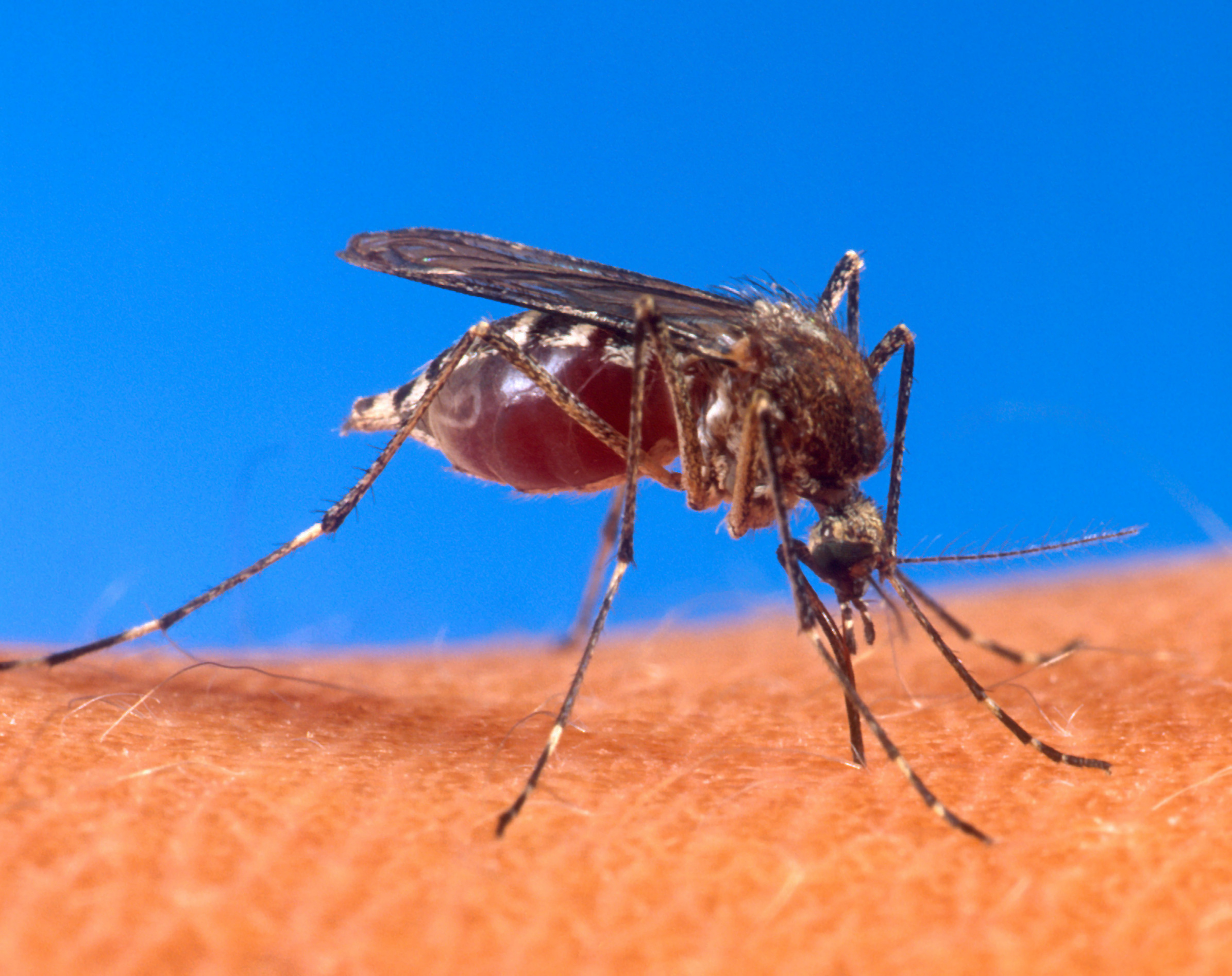
الزاعجة المصرية تقرص جلد الإنسان

## التسمية
يسمى البعوض في مصر الناموس وفي عُمان يسمى العرنوت وفي العراق البق.

## غذاء البعوض
تتغذّى الذكور على خلاصة الزهور أما الاعتقاد السائد بأنها تتغذى على الدم فهذا خطأ ولكن الإناث فقط دون الذكور هي التي تمتص الدم وتحتاج إليه لإنتاج البيض. وهي بذلك تقوم بنقل الأمراض والأوبئة من شخص لأخر.

## تصنيف البعوضيات
هناك أكثر من 3,000 نوع من البعوض. ويصنِّف علماء الأحياء أنواع البعوض فيما يقرب من 35 جنسًا. فمثلاً ينتمي نوع من أكثر أنواع البعوض شيوعًا، وينقل أنواعًا معيّنة من الديدان الطفيلية، إلى جنس كيولكس أو البرغش، وقد يحمل هذا النوع لذا وكذلك أنواع أخرى من جنسه فيروسات التهاب الدماغ. وينقل بعض أنواع البعوض من جنس الأنوفليس البرداء، ويحمل بعض أنواع البعوض من جنس الأدِس فيروس الحمى الصفراء.
تنقسم فصيلة البعوضيات إلى تحت فصيلتين أو أسرتين هما:
- الأنوفيلاوات
  - أنوفيلة
  - Bironella
  - Chagasia
- البعوضاوات
  - البعوضة
  - البعيضة
  - الزاعجة
  - الحارشة

## أماكن تجمع البعوض
تعمل وجبة الدم التي تناولتها الأنثى على تكوين البيض، وتضع الأنثى البيض فوق سطح الماء الذي يعتبر أساسياً لفقس البيض. وتعتبر تجمّعات مياه الأمطار والبرك، وحمامات السباحة غير المستعملة وخزانات المياه غير المغطّاة ومياه الرشح الأرضي وما شابه ذلك، كلها أماكن صالحة لوضع البيض.
يفقس البيض خلال يوم أو يومين وتخرج من كل بيضة يرقة صغيرة لا يزيد طولها عن مليمتر واحد، لها رأس وصدر، وعليها شعيرات تساعدها على العوم في الماء باحثة عن غذائها من الطحالب وكائنات حية دقيقة، وتتنفس اليرقة أوكسجين الهواء الجوّي عند سطح الماء.

## كيف تلسع البعوضة
إن البعوضة لا تستطيع أن تلسع، وذلك لأنها لا تستطيع فتح فكيها. ولكنها تغرز في جلد فريستها ستة أجزاء تشبه الإبر تسمى القُليمات وهي توجد في وسط الخرطوم. وتُغطِّي الشفة السفلى للبعوض هذه القليمات. وعند غرس القليمات ودخولها في الجلد لذا تعتبر دموية التغذية، تنحني الشفة السُفلى وتنزلق إلى الأعلى مبتعدة عن الطريق، ثم ينساب اللعاب داخل جسم الحيوان عبر قنوات تكوِّنها القليمات، ويمنع اللعاب تخثر الدم، مما يجعل البعوضة تمتصه بسهولة. وأغلبية الناس لديها حساسية ضد لعاب البعوض. ونتيجة لذلك، تنشأ دمامل مثيرة للحك على الجلد تسمى دمامل لسعة البعوض. وعندما تمتص البعوضة كفايتها من الدم، تسحب القليمات ببطء من الجسم، ثم تنزلق الشفة السفلى لتأخذ وضعها السابق فوق القليمات، ثم تطير.

## حياة اليرقة

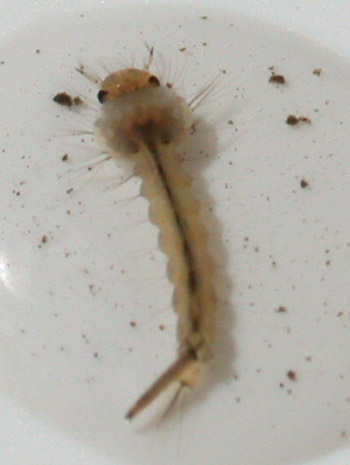
يرقة البعوض

تنسلخ اليرقة أربعة انسلاخات خلال فترة حياتها التي تمتد من سبعة إلى عشرة أيام، وتتخلّص في كل مرة من جلدها الخارجي بعد أن يتكوّن لها جلد جديد يساعدها على النمو، وفي الانسلاخ الرابع تتحوّل اليرقة إلى عذراء تختلف في الشكل عن اليرقة، ولا تتغذّى، ولكنها تتحرك في الماء وتتنفس الأوكسجين.
و يستمر طور العذراء من يومين إلى ثلاثة أيام، تتكوّن خلالها أجزاء جسم البعوضة البالغة مثل الأرجل والجناحين وأجزاء الفم. وينشق جلد العذاري ويخرج البعوض البالغ وقت الغروب، وتطير الذكور والإناث، ويحدث التلقيح، وتواصل إناث البعوض طيرانها باحثة عن العائل الذي تمتص منه الدم، وقد تبلغ مسافة طيران الأنثى عدة كيلومترات، ثم تضع الأنثى البيض فوق سطح الماء وتتكرر دورة الحياة.

## الأمراض التي يسببها البعوض
تسبّب لدغة البعوضة التهابا في الجلد خاصة عند الأطفال، وتظهر بقعة حمراء حول مكان اللدغة وقد يتورّم الجلد نتيجة لذلك. وهناك أنواع من البعوض قد تنقل المرض للإنسان أثناء تغذيتها على الدم، ومن أهم الأمراض التي ينقلها البعوض مرض الملاريا ومرض الفلاريا (داء الفيل) ومرض الحمى الصفراء.

## أنواع البعوض
ذكر العلماء والبيولوجيين أنواع وسلالات منها:
الايدس منها أنواع كثيرة
1- ايدس اجبتاي وتنقل حمى الضنك وتعيش بالقرب من المناطق السكانية في فتحات المكيفات وتحت الخزانات وكفرات السيارات
2- ايدس فكسن اربينسز وتعيش في الأودية والمياه الصافية وتعيش بكثرة في المناطق الريفية قرب السدود والأنهار ومسؤولة عن مرض حمى الوادي المتصدّع مرض مشترك بين الإنسان والحيوان ويبقى الفيروس مع البيض لسنوات طويلة
الانوفيلس: مسؤولة عن الملاريا والفلاريا وتعيش في الأودية والمناطق الريفية
الكيولكس تقوم بنقل فيروس حمى الوادي المتصدّع ولا تحمله في البيض وتعيش في كل مكان حتى في الصرف الصحي.

## مكافحة البعوض
يكافح الناس الحشرات بطرق عديدة، منها رش المبيدات الحشرية الكيميائية لقتل البعوض في المنازل والمرائب (جمع مرآب، وهو مكان حفظ السيارات) والمباني الأخرى. كما تُرش في الحقول والغابات والحدائق سحابات كثيفة من المبيدات الحشرية لقتل هذه الحشرات. ويكافح الناس أيضًا البعوض بإتلاف الأماكن التي يتكاثر فيها. ومن المعروف أنّ البعوض يضع بيضه في المستنقعات وبرك المياه الراكدة، وفي الإطارات والعلب الصغيرة التي تحتوي على مياه راكدة. وقد تُصرف المياه من تلك الأماكن أو يُرش الزيت أو المبيدات الحشرية على سطح الماء فيها.
ومنذ ستينيات القرن العشرين الميلادي، يولي العلماء اهتماماً متزايدًا بالمقاومة الحيوية (التحكم الحيوي) للحشرات، ويشمل ذلك البعوض، عن طريق برامج صُمِّمت لمقاومة أنواع معينة من الحشرات دون تدمير المقومات البيئية الأخرى. ومن هذه البرامج استعمال أنواع معينة من الأسماك التي تتغذى بيرقات البعوض. وهناك برنامج آخر يستعمل أبواغ بكتيريا العُصيَّة الثرنجيسية لقتل اليرقات. أيضاً يمكن معرفة متى تظهر البعوض، حينما تكون درجات حرارة الطقس معتدلة لأخذ الحيطة والمكافحة قبل ظهورها.

## وضع البيض
تضع أنثى البعوض نحو 100-300 بيضة في المرة الواحدة حسب النوع. وقد تضع الأنثى نحو 3,000 بيضة طيلة حياتها. يخرج البيض عبر فتحة توجد في طرف منطقة البطن. وتضع إناث معظم أنواع البعوض البيض في الماء أو بالقرب منه، ولكن لكل أنثى مكانها المفضل لوضع البيض فيه. تُفضّل بعض الإناث المستنقعات العذبة، بينما تُفضّل إناث أخرى المستنقعات المالحة، كما تُفضّل بعض الإناث وضع بيضها في المياه المتجمعة داخل علب الصفيح أو مجاري الأمطار أو البالوعات أو جذوع الأشجار الساقطة أو قِطَع الأشجار المجوّفة.
وفي بعض الأنواع، تضع الأنثى بيضها، واحدة تلو أخرى، وهذا البيض له أجزاء مزخرفة وشفافة من القشرة تسمى العوامات تُبقيه طافيًا إلى أن يفقس. وتضع أنواع أخرى من الإناث بيضها في مجموعات تبدو كالأطواف. وفي هذه الحالة، تبقى الأنثى على سطح الماء، عند وضع بيضها الذي يأخذ شكلاً ضيقًا من أعلاه، وبوساطة أرجلها الخلفية تدفع الأجزاء العريضة من البيض لأسفل بعناية، مُكوّنة مجموعات شبيهة بالأطواف. ويفقس بيض معظم أنواع البعوض خلال يومين أو ثلاثة في الجو الدافئ.
يحتاج بيض كل أنواع البعوض إلى الرُّطوبة حتى يفقس. ولكن ليس كل إناث البعوض تضع بيضها في الماء. وهناك بعوض معين يُسمّى بعوض مياه الفيضان يضع بيضه في التربة الرطبة في السهول الفيضية وفي مواقع الري. ويفقس ذلك البيض عند الفيضان الذي قد يحدث بعد عام. وهناك أنواع أخرى يطلق عليها ـ أحيانًا ـ اسم بعوض البرك تضع بيضها في البرك التي جفَّت عنها المياه، ويفقس ذلك البيض بعد امتلاء البرك بمياه الأمطار. ولا يفقس كل بيض ذلك البعوض عند هطول أول الأمطار، فقد يحتاج لأن يُغمر بمياه الأمطار مرتين أو ثلاث مرات حتى يفقس.